# 음죽 김씨
음죽 김씨(陰竹氏)는 경기도 이천시 음죽군을 본관으로 하는 한국의 성씨이다.
시조 김도(金道)는 신라 경순왕의 후손으로 전해지며, 그는 무평사(武評事)를 지냈다.

## 참고 자료
- “음죽김씨(陰竹金氏)”. 뿌리를 찾아서.[깨진 링크(과거 내용 찾기)]